# リスボン条約 (1864年)
1864年のリスボン条約（Treaty of Lisbon）は、イベリア半島の主要河川であるミーニョ川河口からカイア川（Caia River）とグアディアナ川の合流点までのスペインとポルトガルの国境に関する条約である。1864年9月29日にリスボンで調印され、クート・ミスト（Couto Misto）を廃止した。

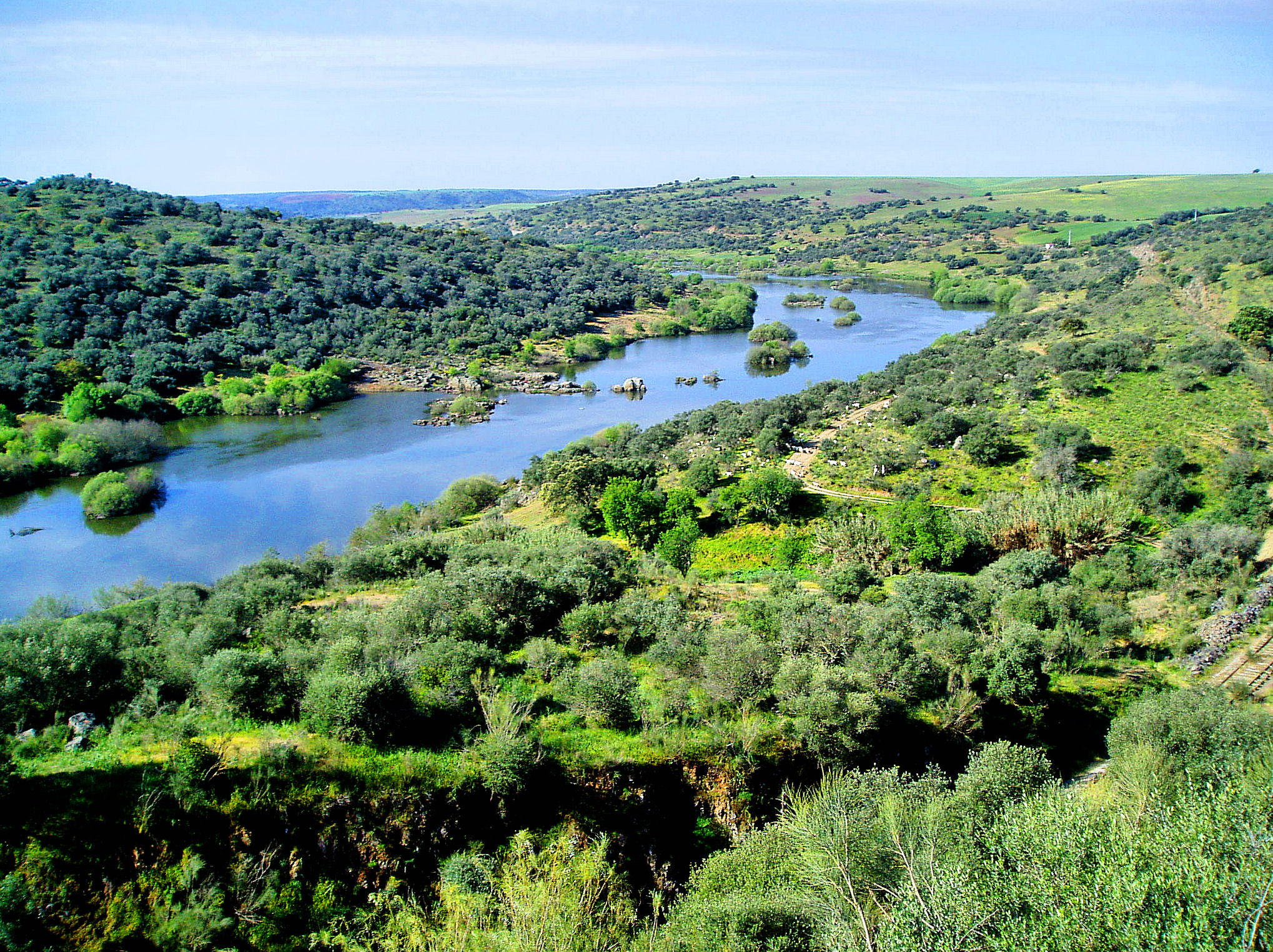
グアディアナ川

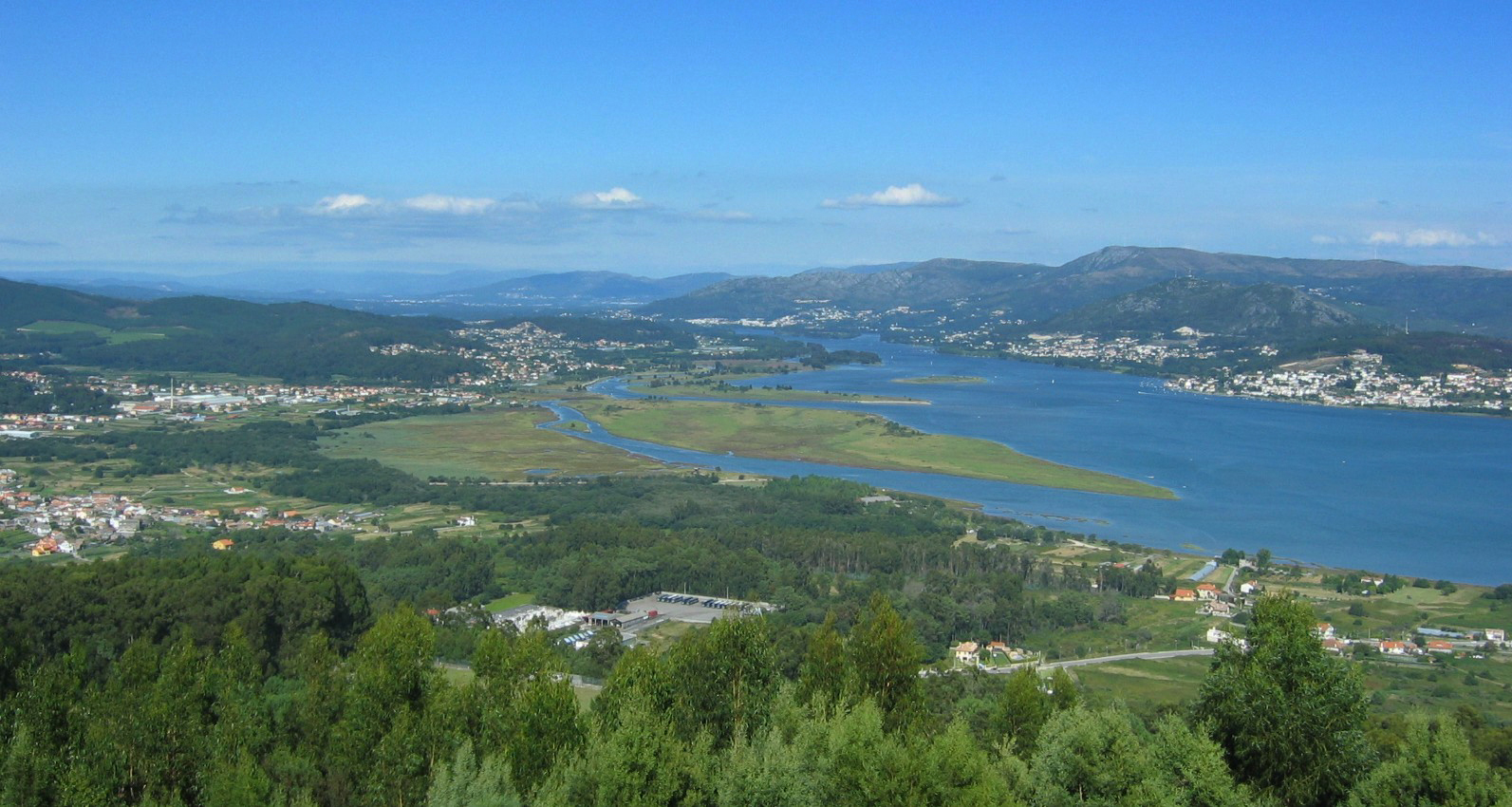
ミーニョ川河口（ア・グアルダ）

条約の付属文書の記載内容を含む最終文書が1866年11月4日に同じくリスボンで署名されている。